# Condado de Parke
El condado de Parke (en inglés: Parke County), fundado en 1821, es uno de 92 condados del estado estadounidense de Indiana. En el año 2000, el condado tenía una población de 17 241 habitantes y una densidad poblacional de 15 personas por km². La sede del condado es Rockville. El condado recibe su nombre en honor a Benjamin Parke.

## Geografía
Según la Oficina del Censo, el condado tiene un área total de 1166 km², de la cual 1152 km² es tierra y 14 km² (1.18%) es agua.

### Condados adyacentes
- Condado de Fountain (norte)
- Condado de Montgomery (noreste)
- Condado de Putnam (este)
- Condado de Clay (sur)
- Condado de Vigo (suroeste)
- Condado de Vermillion (oeste)

## Demografía
Según la Oficina del Censo en 2007, los ingresos medios por hogar en el condado eran de $35 724 y los ingresos medios por familia eran $40 656. Los hombres tenían unos ingresos medios de $32 578 frente a los $20 968 para las mujeres. La renta per cápita para el condado era de $16 986. Alrededor del 11.50% de la población estaban por debajo del umbral de pobreza.

## Transporte

### Autopistas principales
- U.S. Route 36
- U.S. Route 41
- Ruta Estatal de Indiana 47
- Ruta Estatal de Indiana 59
- Ruta Estatal de Indiana 163
- Ruta Estatal de Indiana 236

## Municipalidades

### Ciudades y pueblos
- Bloomingdale
- Mansfield
- Marshall
- Mecca
- Montezuma
- Rockville
- Rosedale

### Municipios
- Adams
- Florida
- Greene
- Howard
- Jackson
- Liberty
- Penn
- Raccoon
- Reserve
- Sugar Creek
- Union
- Wabash
- Washington